# Хатар, Бернадетт
Бернадетт Хатар (венг. Bernadett Hatar, род. 24 августа 1994 года в Пасто, Венгрия) — венгерская профессиональная баскетболистка. Играет в амплуа центровой. Участница чемпионатов Европы 2015 года в Венгрии и Румынии, 2017 года в Чехии и 2019 года в Сербии и Латвии в составе национальной сборной Венгрии.